# Music Is My Savior
Music Is My Savior to debiutancki album solowy rapera Mimsa, wydany 27 marca 2007 przez Capitol Records. Z albumu tego pochodzą 2 single; This Is Why Im Hot oraz Like This. Album ten znalazł się na 4 pozycji w Billboard 200 i sprzedał się w liczbie 78,000 kopii w pierwszym wygodniu.
Na Music Is My Savior możemy usłyszeć takich artystów jak Bun B, J. Holiday czy LeToya Luckett.

## Lista utworów
Źródło:
1. Intro
2. It’s Alright
3. This Is Why I’m Hot
4. Girlfriends Fav MC (feat. J. Holiday)
5. Where I Belong
6. Cop It
7. Big Black Train
8. They Don't Wanna Play (feat. Bun B)
9. Like This
10. Just Like That
11. Without You
12. Superman
13. Doctor Doctor
14. Don’t Cry
15. I Did You Wrong